# Устье (Оршанский район)
У́стье (бел. Вусце) — агрогородок в Устенском сельсовете Оршанского района Витебской области Республики Беларусь.

## История

### Археологические сведения
За 1,5 км на север от современного агрогородка Устье недалеко от реки Днепр в урочище Подгорица (ранее Городец) находится Устенское городище. Оно занимает площадку 50×40 метров. Со стороны поля имеет дугоподобный вал высотой около 4 метров, длинной 18—20 метров. Городище обнаружил в 1929 году С. А. Дубинский, обследовали в 1971 году Л. Д. Поболь, у 1981 году — М. И. Лошенков. В 1990—1991 годах были проведены раскопки. Культурный пласт больше 1 м, чёрного цвета. Обнаружены наслоения II века и XII века, разделённые пожарищем. 
На городище обнаружен жилищно-хозяйственный комплекс из трёх жилых построек и размещённых рядом с ними хозяйственных ям и кострищ. Постройка № 1 столбовой конструкции размещалось на южном участке городища. К его северной стене примыкали две жилые постройки срубно-столбовой конструкции. Все три постройки являлись наземными прямоугольными строениями. Размеры построек 3-3,6 х 3,8-4 м. В центре жилья находились каменные кострища, сооружённые в ямах. Такие же кострища находились за 0,5 м к северу от построек № 2, 1, 3. С востока и запада к постройкам примыкали хозяйственные ямы. Та же схема застройки была, очевидно, и на северном участке. Следы построек здесь прослеживаются по остаткам кострищ аналогичной вышеописанной конструкции. Наличие жилищно-хозяйственных комплексов на южном и северном участках городища позволяет предположить, что оно принадлежало общине из трёх-четырёх патриархальных семей (до 50 человек), которые вели самостоятельное хозяйство.
На территории городища были найдены железные стремя, навершие меча и один предмет непонятного назначения. В 2007 году во время археологической разведки В. Артюховичем было найдено железное кольцо. 
В керамическом комплексе городища представлена лепная гладкостенная керамика железного века, среди которой отслеживается штрихованная керамика позднезарубинецкой профилировки, а также гончарная керамика раннего средневековья.
Устенское городище находилось непосредственно на главном торговом пути «из варяг в греки», который проходил по рекам Двина и Днепр, поэтому, несомненно, здесь нередко бывали и мирные торговцы и викинги-грабители, а жизнь была достаточно насыщена событиями.

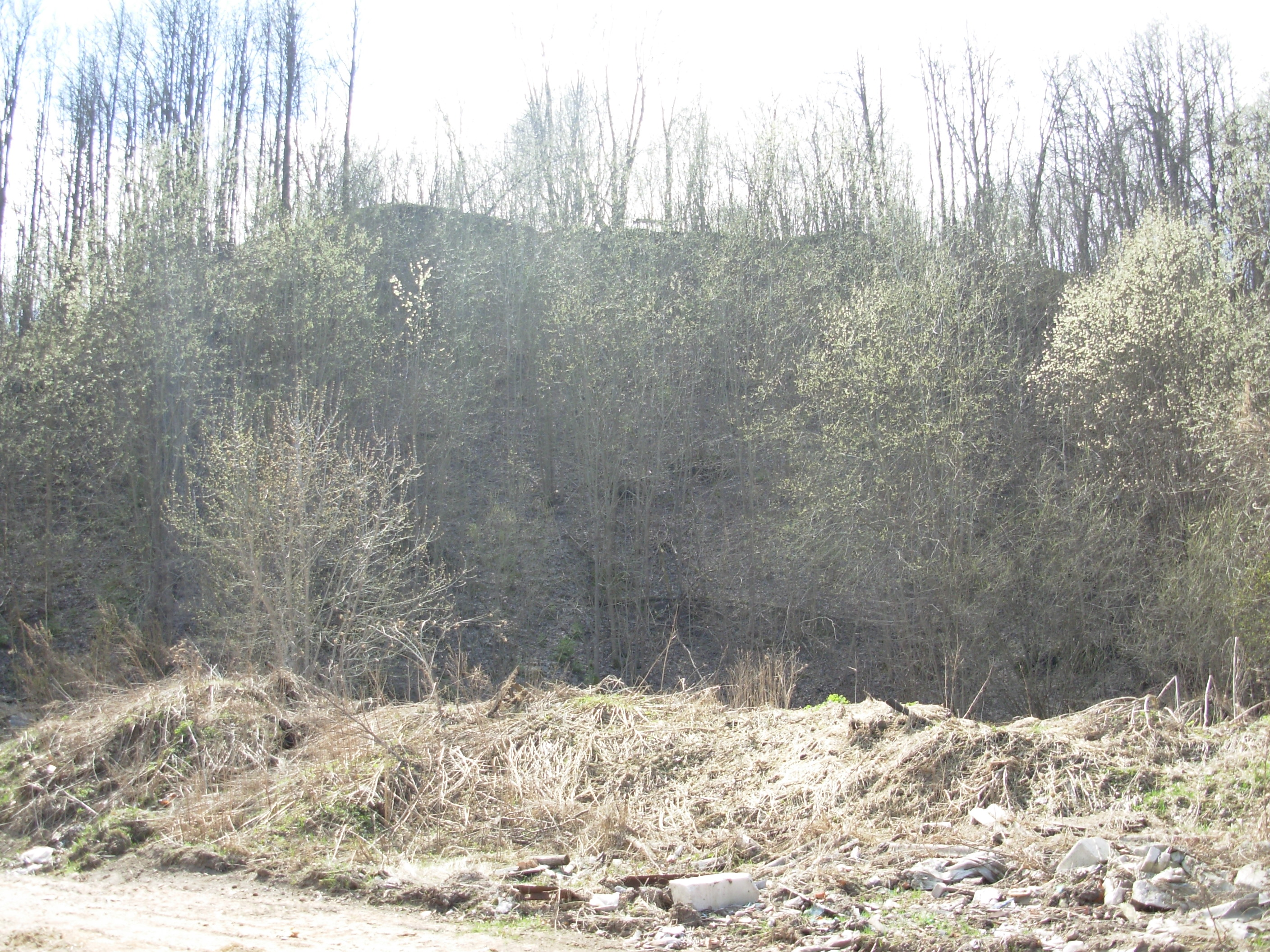
Устенское городище

### Происхождение названия агрогородка (деревни)
Согласно местной легенде, деревню основала княгиня Ольга: «по Днепру когда-то плыла княгиня Ольга и в этой местности сошла на берег, чтобы отдохнуть. Нескольким дружинникам понравилось это место и они решили остаться. Так и возникла деревня.» Название же деревни по той же легенде объясняется следующим образом: «Когда княгиня Ольга плыла по Днепру, ей показалось, что она видит море, и она приказала остановиться в устье Днепра».

### Во времена Речи Посполитой
Упоминается в 1644 году как деревня в Оршанском повете ВКЛ. В письменных источниках Устье упоминается в 1670 году в завещании Войцеха Цэханского: «Власную мною набытую маетность Вустье зовиму у повете Оршанскім лежачу с десятю дымами людьми подаными службу есьмо мне чинючими со всельким будынком земле оромо и не оромо сяножатями лесом бором кгаем реками с целым спрентом домовым коньми быдлом рогатым и нерогатым злотом сребром медью и цыною и со всею принадлежностью их Милости Паном сыном моим милым Янови и Станиславови Цэханским записую».
С 1671 года поместьем Устье совместно владели братья Ян и Станислав Цэханские. В 1705 году они разделили поместье на две части. Ян получил старую усадебную застройку с пятью дворами крестьян с правой стороны поместья, с их постройками и посеянным хлебом, а Станислав новую усадебную застройку с левой стороны поместья, с пятью дворами крестьян и левой частью посеянного хлеба. Остальное имущество (деньги, скот, птица, инвентарь) делилось на две ровные части.
В 1735 году Цэханские (Янов сын Данила, и дети Станислава Александр и Гаврила) через Оршанский уездный суд подтвердили свои права на поместье.

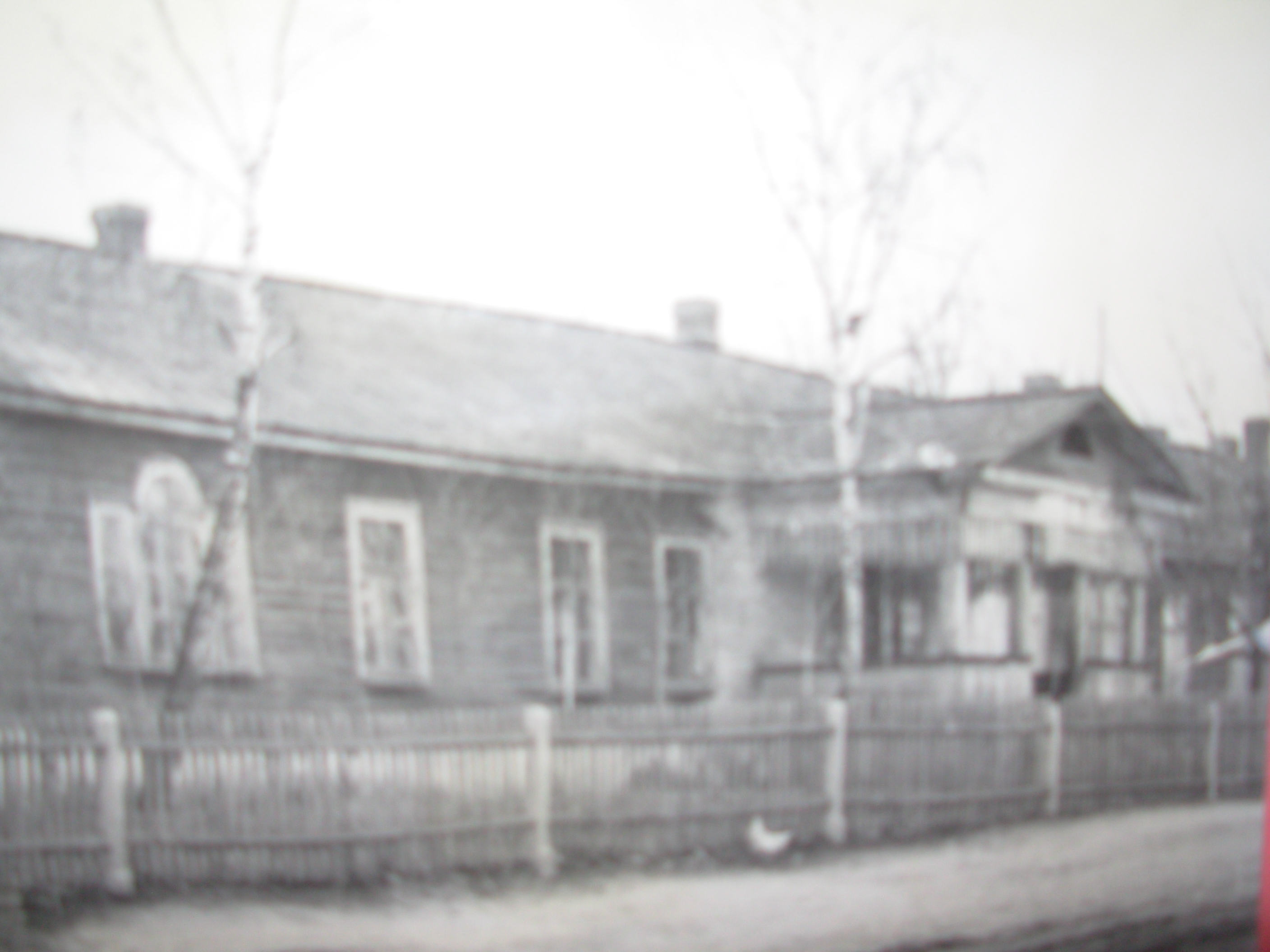
Панский дом в Устье (до нашего времени не сохранился)

В 1765 году новое поколение Цэханских (а это уже 10 мужчин) оказалось не в состоянии поделить между собой поместье Устье и поэтому, посоветовавшись, продают его Антонию Бурскому за 16 800 злотых.

### Под властью Российской империи

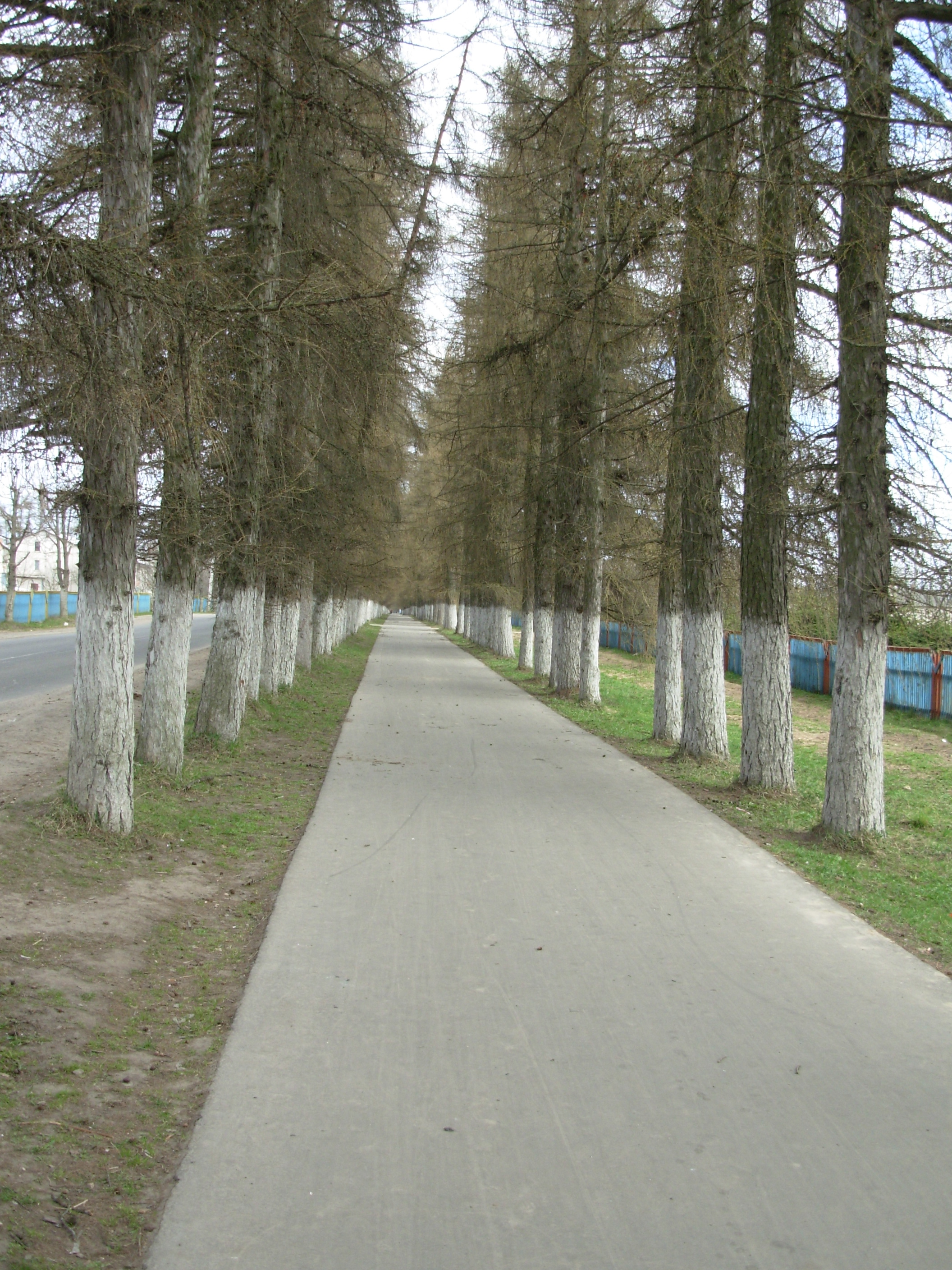
Аллея из лиственниц на центральной улице агрогородка

В 1772 году, в связи с первым разделом Речи Посполитой Устье попадает в категорию государственных земель Российской империи. В 1782—1785 годах поместье Устье принадлежало Марии Михайловне Ваташнёвой. В это время Устье представляло собой село с 40 дворами, в которых проживали 144 мужчины и 148 женщин. Также имелся панский двор, мельница на одно колесо. Общая площадь поместья составляла 3781 десятину (1 дес. = 1,0925 га) в том числе 39 десятин под усадьбами, 3129 десятин под распашкой, 393 — под лесом. По тем временам поместье сильно распахано. В 1797—1806 годах поместьем владела Мария Дмитриевна Стурза. В это время в самом Устье 39 дворов, 139 мужчин и 124 женщины.
С 1841 года поместье стало собственностью Иосифа Адамовича Курча. В 1895 году в нём было 2 мельницы и 4 питейных заведения. Общая площадь поместья сократилась до 1640 десятин. Из них 150 десятин лугов, 253 десятины пашни и 1000 десятин леса. Хозяйство Курча имело около 100 коров и 20 выездных лошадей, выращивались свиньи, овцы, птица. Во дворе постоянно работало 17 семей батраков. Распашные земли и сенокосные луга Курча обрабатывались местным крестьянством, которых нелёгкая жизнь заставляла наниматься на подённую работу с оплатой от 15 до 50 копеек в день или арендовать землю на условиях «третьего снопа» — две трети урожая забирал пан. Основную прибыль поместью приносило коровье масло и фрукты, которые Курч отправлял на продажу в Санкт-Петербург и по Днепру в Киев. Масло вырабатывалось на месте, а фрукты давал большой панский сад. В начале XX в. деревня Устье имела 88 дворов, около 280 жителей и 261 десятину земли. Рядом с деревней находилось имение Устье Курчев — 8 дворов, 94 жителя, 587 десятин земли, у том числе 200 десятин леса. В 1900 году садовник Курча Д. Я. Лисовский заложил аллею из лиственниц. 
С 1903 года начинаются волнения устенских крестьян. 16 сентября 1903 года начальник могилёвского губернского жандармского правления полковник Поляков доносил в департамент полиции: «По заявлению местных землевладельцев, как, напр., гг. Чачкова, Курча, генерала Рейна и др., усиливаются волнения крестьян, особенно такая перемена в настроении крестьянских умов сказалась в конце истёкшего лета и выразилась более рельефно в убийстве полицейского урядника Якушевича». Весной 1905 года начались забастовки сельскохозяйственных рабочих поместья Устье, прекратили работу и крестьяне-подёнщики. К Курчу было направлено требование установить 10-часовой рабочий день, увеличить зарплату подёнщикам до 50—75 копеек в день и постоянным работникам — на 2 рубля в месяц, завести расчётные книжки, отменить урочную систему работ, вежливо обходиться с работниками и др.

### Новейшее время
В 1918 году был создан совхоз «Устье». В 1919 году открыта трудовая школа 1-й ступени, в которой в 1923 году учительница Л. Маевская обучала около 30 мальчиков и девочек. В это время совхоз возглавляли Базылёв, Д. Ф. Соболевский, Оршанский, Шандолесов.
В 1930 году совхоз «Устье» объявил себя ударным. 5 января 1931 года газета «Сельскагаспадарчы рабочы Беларусі» сообщала: «В соц.обязательствах совхоза „Устье“ вместе с высокими производственными показателями находились пункты, которые направляли коллективы на полную ликвидацию прогулов и борьбу с чрезвычайно небрежным отношением к сельскохозяйственному имуществу».
В 1938 году на базе совхоза была создана сельскохозяйственная исследовательская станция Института социалистического сельского хозяйства Академии наук БССР. Это было первое исследовательское хозяйство в республике. Здесь проводились исследования по использованию научных разработок в практике хозяйствования. В 1938—1941 годах здесь работали учёные А. Н. Урсулов, В. И. Шемпель, Т. И. Зенкевич, В. И. Витковский, К. Т. Старовойтов, А. П. Абрамчук, П. Е. Прокопов и другие. 

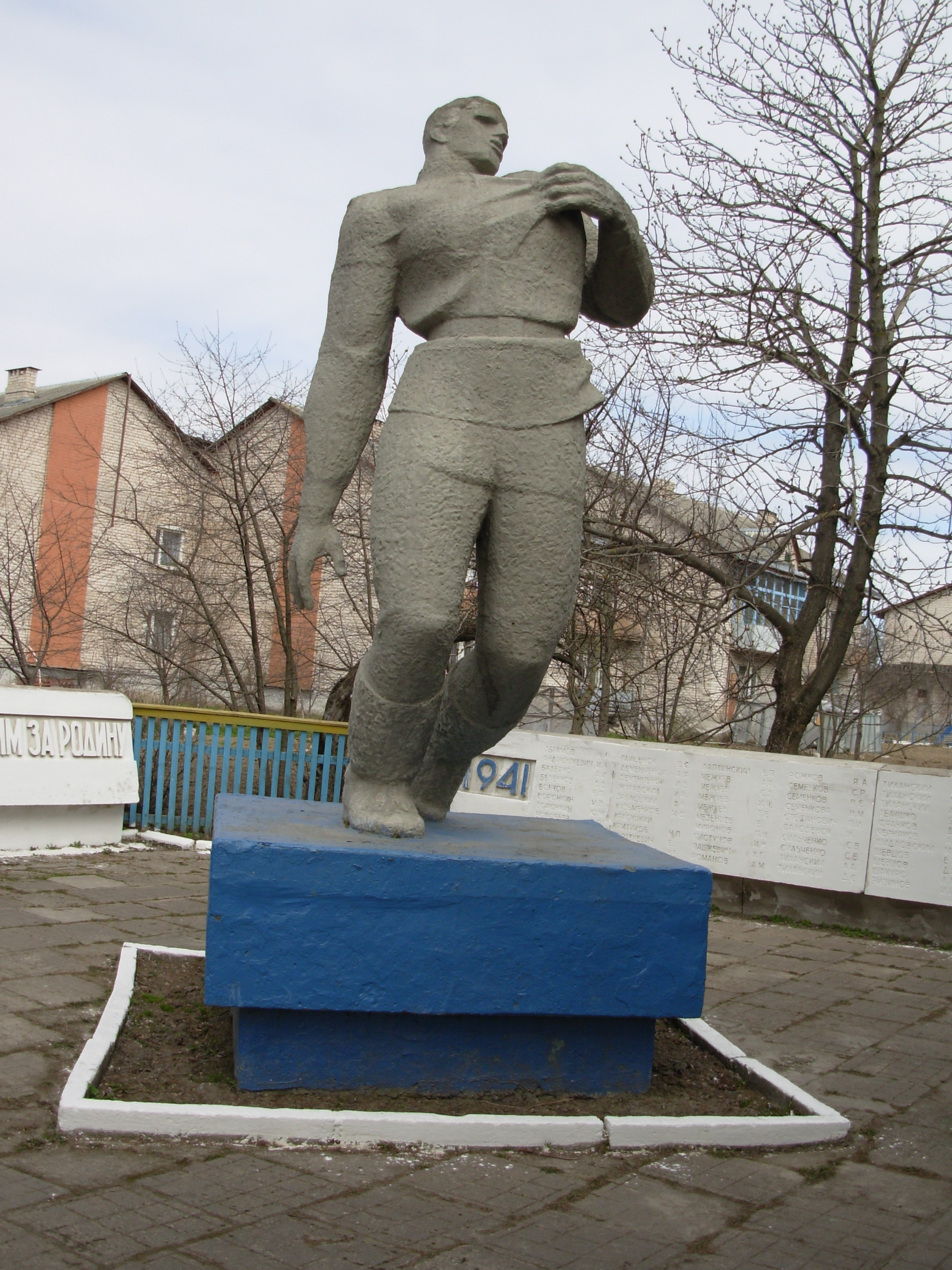
Памятник погибшим землякам

Совхоз «Устье» накануне Великой Отечественной войны представлял собой хозяйство свиноводческой направленности со сравнительно небольшой земельной площадью — около 900 га пашни. Естественно, кормовых посевов не было. Урожайность зерновых не превышала 7-8 центнеров с гектара. В это время совхоз возглавляли Финкевич (с 15 октября 1939 года), Лёшин (с 26 октября 1939 года), Нестюк, Мисюля.
14 июля 1941 года Устье было занято одной из дивизий 47 моторизированного корпуса 2-й танковой группы вермахта. Хозяйство исследовательской станции почти полностью было уничтожено, в том числе лаборатория и всё оборудование, пашенные земли запущены, на территории деревни размещены склады боеприпасов. Организовать в Устье партизанскую или подпольную деятельность не представлялось возможным из-за большой плотности немецких войск: Орша хорошо охранялась как важный железнодорожный узел, в Болбасово находился немецкий военный аэродром. Только 7 ноября 1942 года партизан Павел Кунцевич осуществил взрыв на складах боеприпасов в Устье, за что был расстрелян. С 1941 па 1945 годы на фронтах и в партизанах погибло 136 жителей деревни.
После войны на центральной усадьбе осталось только несколько бараков. Рабочие и специалисты возвращались из эвакуации, с тыла, с фронта. Они ремонтировали и приспосабливали под жильё старые бараки, бункеры, хозяйственные постройки. Иногда в одной комнате проживало по 3-4 семьи. Уцелел домик, в котором до войны жил директор совхоза. В нём поселился З. И. Барковский — новый директор станции. С первых дней восстановления деятельности исследовательской станции началось восстановление и строительство жилья. Сельчане собрали два десятка лошадей. Работали на них в основном женщины — А. В. Стафанович, К. В. Бадёрко, Е. А. Сочивко, Х. С. Пуцкалёва. Они вывозили строительный лес. Каждый новый дом был шагом к восстановлению деревни. Уже в 1944—1945 годах было построено больше 10 квартир. Под школу приспособили барак, которых сохранился недалеко от усадьбы. Детей в школе обучала опытный педагог М. Ф. Крупень.

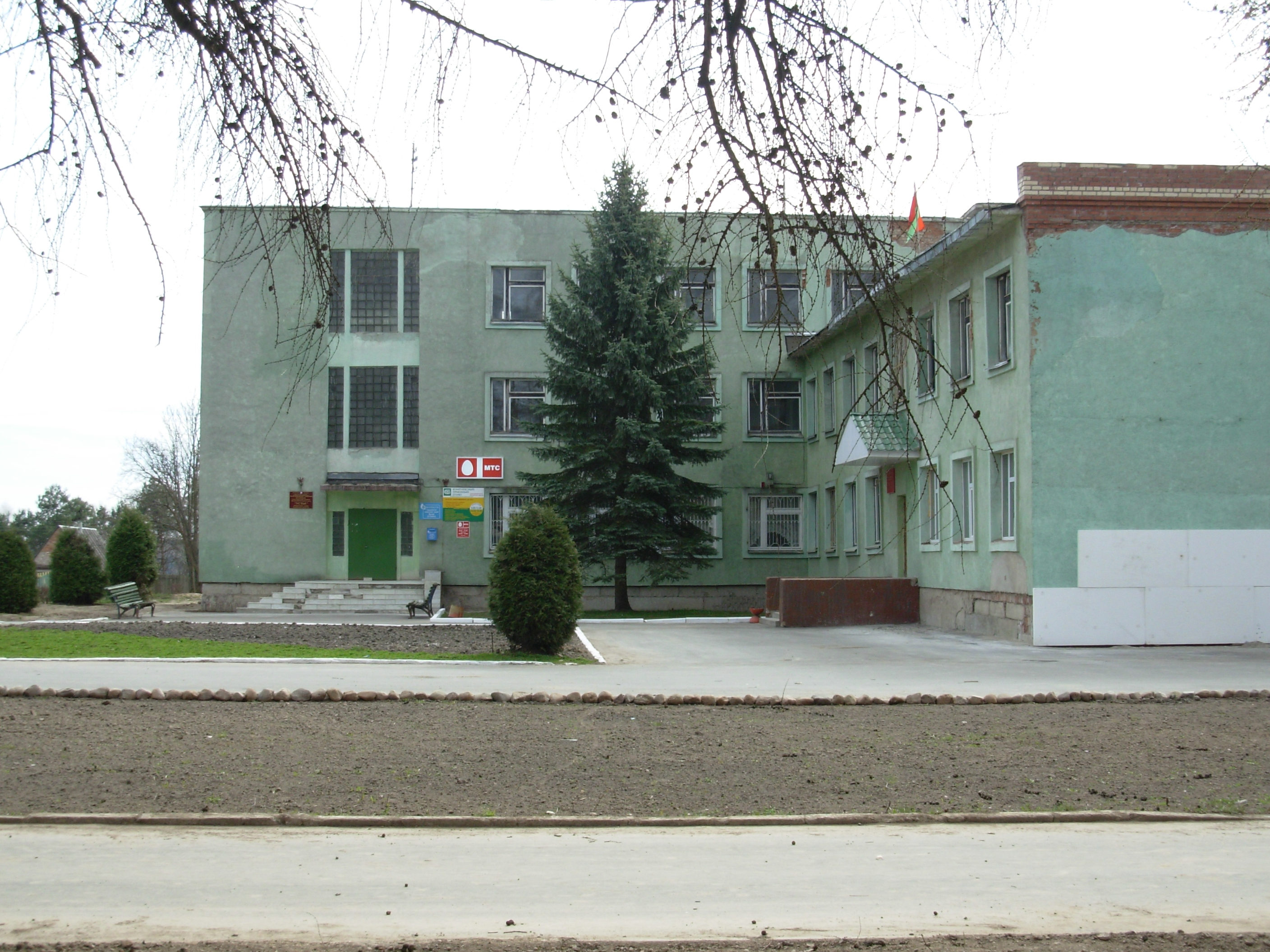
Многофункциональное административное здание (состоит из сельского совета, почты, загса, библиотеки и Дома культуры)

Сразу после освобождения района на исследовательской станции «Устье» начали собирать и восстанавливать тракторы и другую сельскохозяйственную технику. С большим энтузиазмом работали механики В. А. Лызлов, Н. П. Кабанов, Н. Т. Семёнов. В 1944 году они собрали первый трактор НАТИ, а следом второй ХТЗ. Работали механизаторы днём и ночью, и уже в 1945 году обрабатывали все распашные земли. Они были срыты траншеями и воронками, случалось, что из земли выворачивались бомбы и снаряды. Много сил и энергии необходимо было, чтобы выровнять поле. Работа на ферме также была нелёгкой, требовала большого трудолюбия и добросовестности. В тяжёлом 1946 году телятница К. В. Бадёрко смогла сохранить всё поголовье телят и получить хороший привес. По инициативе электриков А. Деменчонок и Т. Франкова в Устье была установлена небольшая электростанция на нефтяном двигателе мощностью 15 киловатт, которая уже в 1945 году стала вырабатывать электричество.
За 1946—1950 года была введена в эксплуатацию 31 новая квартира. В 1947 году было построено двухэтажное деревянное здание для конторы с пристройкой для клуба. В 1948 году начато строительство дороги Устье—Червино с обсадкой берёзами. В 1950 году около здания конторы установлен бюст Ленина.
Устенские животноводы ещё в 1950-х годах имели надои с каждой коровы почти по 5000 килограммов молока. Значительных результатов достигли доярки А. Палай, З. Галина, В. Медведева. Н. Мазурова. С устенской пасеки собирали 700—800 килограммов мёда. В 1950 году в хозяйстве работало 5 трактористов, 4 водителя, 1 комбайнёр. Они обрабатывали 500 гектаров земли под производственные посевы и исследования. 
В 1956 году исследовательская станция была преобразована в экспериментальную базу «Устье».
В 1955 году началось строительство водоёмов и плотины. В скором времени появилось три водоёма общей вместимостью более 30 тысяч кубометров воды. Построены водонапорная башня, водопровод.
В 1950-х годах введено в эксплуатацию 20 новых квартир.
В 1966 году директор экспериментальной базы «Устье» З. И. Барковский награждён Орденом Красного Знамени, присвоено звание «Заслуженный агроном БССР». 

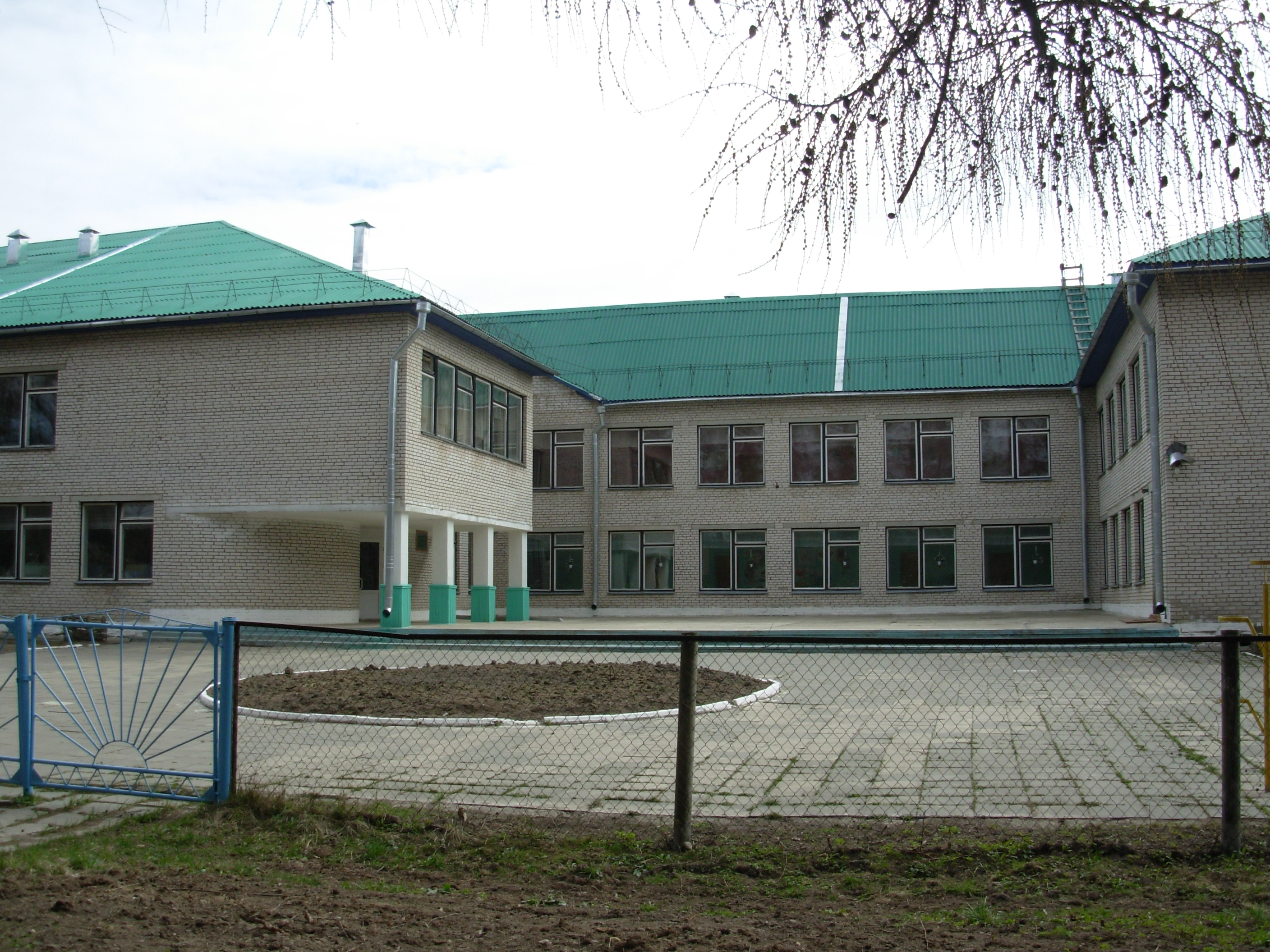
Устенская школа

На протяжении 1960-х годов в Устье построены: детский сад на 50 мест, зернохранилище, кузница, мастерская, столовая на 40 мест, стадион на 400 мест, котельная, баня, 56 квартир.
В 1971 году экспериментальная база «Устье» насчитывала 1468 единиц поголовья, в том числе 508 коров. Валовой надой молока составил 16 410 литров. Также здесь занимались производством элитных семян. Механизация находилась на высоком уровне: в 1973 году «Устье» имело 41 трактор, 15 зерноуборочных комбайнов, 4 картофелеуборочных, 9 силосных косилок. 
8 марта 1971 года директору Барковскому присвоено звание Героя Социалистического Труда за успехи в развитии сельскохозяйственного производства.
В первой половине 1970-х годов были построены АТС, трёхэтажная лаборатория, памятник «Землякам, погибшим в 1941—1945 годах».
В 1977 году построен Дворец культуры со зрительским залом на 400 мест. Здесь также находились библиотека, музыкальная школа, помещение сельского совета. В одном блоке и трёхэтажное административное здание с кабинетами для руководителей хозяйства и специалистов. В 1970-х годах сданы в эксплуатацию 42 новые квартиры. 

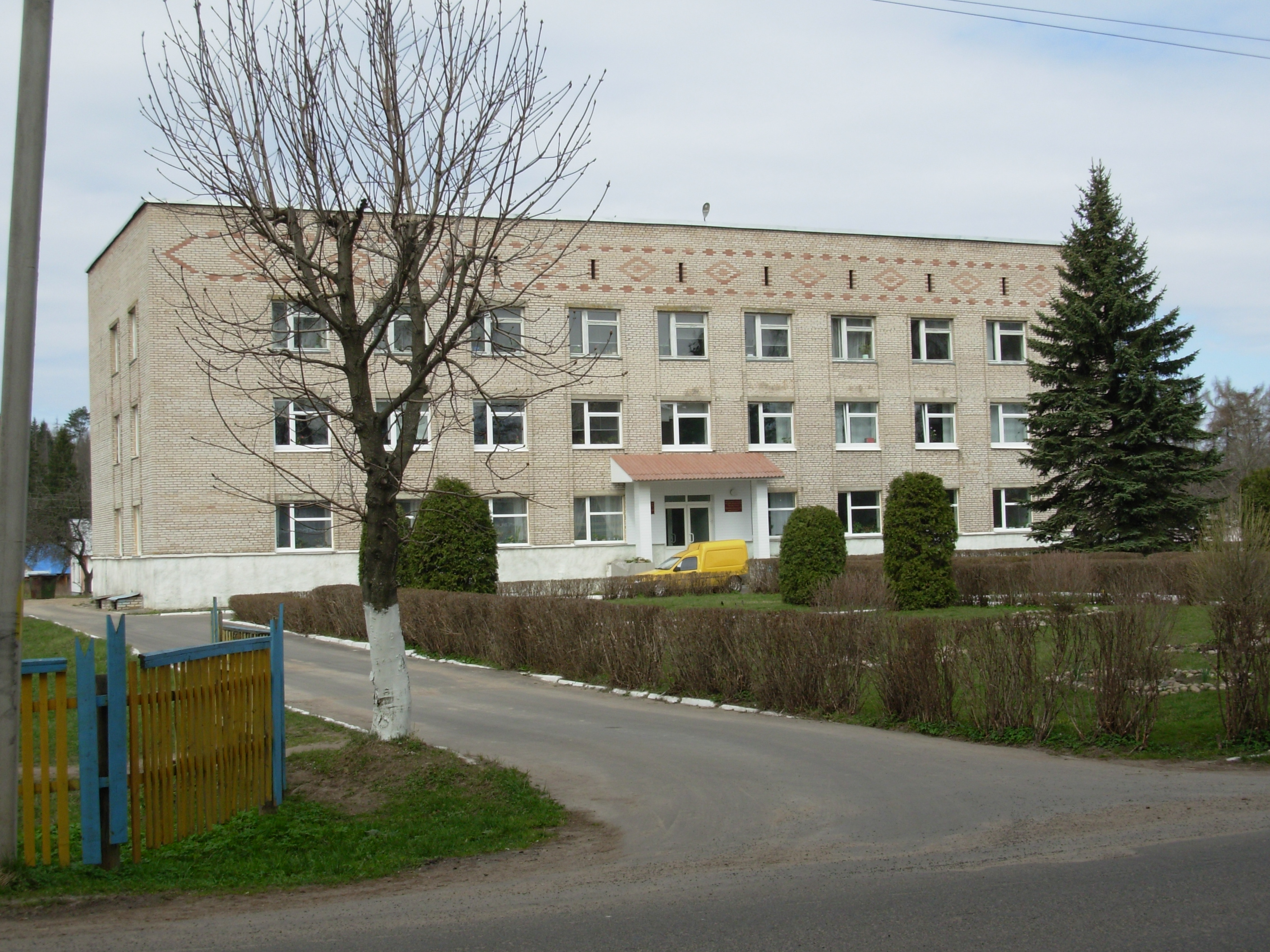
Здание Института льна НАН Беларуси

С 1981 года экспериментальной базой «Устье» руководит Бельский. В это время окончено строительство новой школы. Построена 25-метровая водонапорная башня. Проведена теплотрасса. Построено 4 квартиры.
С 1982 года начал свою работу местный музей. Его создатель, М. М. Дятловский, проводил большую организаторскую работу, собирает документы, экспонаты, фотографии и другие материалы, общим числом больше 3000 экспонатов. Экспозиция включала следующие разделы: быт наших предков, революционные и военные события, научные и спортивные достижения, культура, нумизматика, дары морей и океанов.
В 1984 году директором экспериментальной базы «Устье» назначен Иван Антонович Голуб. Он осуществил большую хозяйственную и организаторскую работу по развитию животноводческой отрасли. В результате в 1987 году надои увеличились более чем на 195 килограммов от коровы. В хозяйстве насчитывалось более 3600 голов крупного рогатого скота. Появился строительный кооператив.
В 2001 году на базе устенского лабораторного корпуса создан Институт льна Академии наук Беларуси, директором которого стал профессор И. А. Голуб. 
В 2008 году деревня Устье преобразована в агрогородок.

## Население
- 1705 год — 10 дворов
- 1782 год — 40 дворов, 292 жителя
- начало XX в. — 96 дворов, 374 жителя
- 1996 год — 345 дворов, 942 жителя
- 1999 год — 893 жителя
- 2010 год — 783 жителя
- 2019 год — 725 жителей[1]

## Известные предприятия
- Институт льна Национальной академии наук Беларуси
- 655-й авиационный склад ракетного вооружения и боеприпасов (в 600 м на северо-запад от Устья)

## Культура
При Устенском сельском Доме Культуры существует Народный ансамбль народной музыки и песни «Гагарынскія музыкi»

## Известные земляки
- Степан Иосифович Курч (1850—1906) — российский генерал-майор белорусского происхождения, военный цензор Виленского военного округа, командующий 50-й бригадой.
- Микола Садкович (1907—1968) — белорусский прозаик, кинорежиссёр и кинодраматург, министр кинематографии БССР.